# İlhan Mimaroğlu
İlhan Kemaleddin Mimaroǧlu (* 11. März 1926 in Istanbul; † 17. Juli 2012 in New York City) war ein türkischer Musikjournalist und Komponist, der in den USA auch als Musikproduzent tätig war.

## Leben und Wirken
Mimaroğlu wuchs nach dem frühen Tod seines Vaters, des Architekten Mimar Kemaleddin, im Haus seines Stiefvaters auf. 1945 machte er seinen Abschluss am Galatasaray-Gymnasium, um dann bis 1949 Rechtswissenschaften in Ankara zu studieren. Daneben nahm er eine Zeit lang Klarinettenunterricht bei Hayrullah Duygu. Neben den Radiosendungen, die er verfasste, begann er Artikel über Musik zu schreiben.
Mit Hilfe eines Rockefeller-Stipendiums zog er nach New York, um dort Musikwissenschaft an der Columbia University bei Paul Henry Lang und Komposition bei Douglas Moore zu studieren. 1958 schrieb er das erste Jazzbuch in der Türkei. 1959 ließ er sich dauerhaft in New York nieder, um von dort aus weiterhin das Programm „Zeitgenössische Komponisten“ zu produzieren, das bei Radio Istanbul bzw. Ankara gesendet wurde; auch machte er Jazzsendungen. In der New Yorker Kunstszene fiel Mimaroğlu schnell auf und wurde zum Repertoireexperten des Plattenladens The Record Hunter. Darüber hinaus begann er auch als Kunstkritiker für Voice of America zu arbeiten.
Ab 1963 studierte Mimaroğlu am Columbia-Princeton Electronic Music Center bei Vladimir Ussachevski, wo er seinen Masterabschluss machte, und arbeitete gelegentlich mit Edgard Varèse und Stefan Wolpe zusammen. Dann begann er, elektronische Musik an der Columbia University zu unterrichten. Zu seinen Schülern gehörte Ingram Marshall. 1968 konnte er auf Einladung von Radio France im Institut de recherche et coordination acoustique/musique arbeiten.
Mimaroğlu arbeitete als Produzent für Atlantic Records, wo er zunächst Werke von John Coltrane, Ornette Coleman und Wilbur de Paris editierte. Mit dem Trompeter Freddie Hubbard schuf er 1971 das Album Sing Me a Song of Songmy, zu dem er auch als Komponist beitrug. Er war auch der Produzent einiger Alben von Charles Mingus (z. B. Changes One/Two). Seine enge Beziehung zu Atlantic ermöglichte es ihm, das Label Finnadar zu gründen, das Werke von John Cage, Karlheinz Stockhausen, Pierre Boulez, Frederic Rzewski und ihm selbst veröffentlichte.
Mimaroğlu schrieb neben Nino Rota auch Musik für Fellinis Satyricon. 1971 erhielt er ein Guggenheim-Stipendium für Musikkomposition. Als Mitglied der American Society of Composers, Authors and Publishers begann er in den frühen 1990er Jahren, Artikel und Essays über Musik zu schreiben. Er schrieb unter anderem für die Tageszeitungen Cumhuriyet und Yeni Yüzyıl über Musik und Kunst.
2009 wurde Mimaroğlu auf dem Istanbul International Jazz Festival mit dessen Lifetime Award ausgezeichnet. Er starb 2012 an einer Lungenentzündung.

## Werke

### Für akustische Instrumente
- September Moon, a Nocturnal Seascape for orchestra
- Antistrophes for flute and piano
- Deformations for clarinet and piano
- Idols of Perversity for solo viola and string ensemble (1974)
- Monologlar (Monologue) for clarinet and viola (1997)
- Monologue I for unaccompanied clarinet
- Monologue II for unaccompanied violin
- Monologue III for unaccompanied English horn
- Üç parça (1952)
- Pieces Sentimentales for piano
- Anı ve Günce Sonatı for piano
- Rosa for piano (1978)
- Valses ignobles et sentencieuses for piano
- Yaylı dördüller
- Yaylı çalgılar için gece ezgileri
- Sessions for piano (1977)
- String Quartet No.4 "Like There's Tomorrow", with voice obbligato
- Three Pieces for Piano (a) Prelude (b) Waltz (c) Boogie (Finnadar Records)

### Tonband
- Görsel Çalışma (1965)
- Agony (1964)
- Preludes for magnetic tape (1966–1976)
- Music for Jean Dubuffet's Coucou Bazar (1973)
- Le Tombeau d'Edgar A. Poe (1964)
- Intermezzo (1964)
- Bowery Bum (1964)
- Wings of the Delirious Demon (1969)
- To Kill a Sunrise (1974)
- Tract, a composition of Agitprop Music for electromagnetic tape (1975) (Folkways Records)
- To Kill a Sunrise and La Ruche (1976) (Folkways Records)
- The Offering for tape with pre-recorded voice (Finnadar Records)

### Elektroakustische Werke
- Still Life 1980 for cello and tape (Finnadar/Atlantic Records)
- Music Plus One for violin and tape (Finnadar/Atlantic Records)
- Sing Me a Song of Songmy (1971, mit Freddy Hubbard)
- Immolation Scene for voice and tape (1983) (Finnadar/Atlantic Records)

## Diskographische Hinweise
- Tract: A Composition of Agitprop Music for Electromagnetic Tape (Folkways Records 1975, mit Tülay German)
- Musiques Noires (Finnadar/Atlantic Records 1983)
- Criminal Record (Finnadar/Atlantic Records 1989)
- Outstanding Warrants (Southport Records 2001)
- Agitation (Locust 2004)